# Karl Patrick Lauk
Karl Patrick Lauk (Kuressaare, Comtat de Saare, 9 de gener de 1997) és un ciclista estonià. Actualment corre a l'equip Bingoal Pauwels Sauces WB. En el seu palmarès destaca la Volta a Estònia de 2017 i diversos campionats nacionals en categoria sub-23.

## Palmarès
- 2015
  - Vencedor d'una etapa als Tres dies d'Axel
- 2016
  - 1r al Trophée des Champions
- 2017
  -  Campió d'Estònia sub-23 en ruta
  - 1r a la Volta a Estònia i vencedor d'una etapa
- 2018
  -  Campió d'Estònia sub-23 en ruta
- 2019
  -  Campió d'Estònia sub-23 en ruta
  -  Campió d'Estònia en contrarellotge sub-23
  - Vencedor d'una etapa al Roine-Alps Isera Tour
- 2020
  - 1r al Boucles de l'Essor
  - 1r al Trofeu de l'Essor
  - 1r a la Ruta d'or de Poitou
  - 1r al Premi de Beaucharol
  - 1r al Boucle del Pays de Tronçais
  - Vencedor d'una etapa als Boucles nationales du printemps
- 2021
  - 1r a la Volta a Estònia i vencedor d'una etapa
  - 1r al Gran Premi de la vila de Nogent-sur-Oise
  - 1r al Premi Marcel-Bergereau
  - Vencedor d'una etapa a la Boucles du Haut-Var
  - Vencedor d'una etapa a la Volta a Rodes
  - Vencedor d'una etapa al Tour del Piémont pyrénéen
  - Vencedor d'una etapa al Baltic Chain Tour
  - Vencedor d'una etapa als Quatre Dies d'As-en-Provence
  - Vencedor d'una etapa al Tour de Guadalupe
- 2023
  -  Campió d'Estònia en ruta
  - Vencedor d'una etapa de la Tropicale Amissa Bongo